# Estação Ferroviária de Lousã
A Estação Ferroviária de Lousã, originalmente denominada de Louzã, é uma interface encerrada do Ramal da Lousã, que servia a localidade de Lousã, no Distrito de Coimbra, em Portugal. Entrou ao serviço em 16 de Dezembro de 1906, e foi encerrada no dia 1 de Dezembro de 2009.

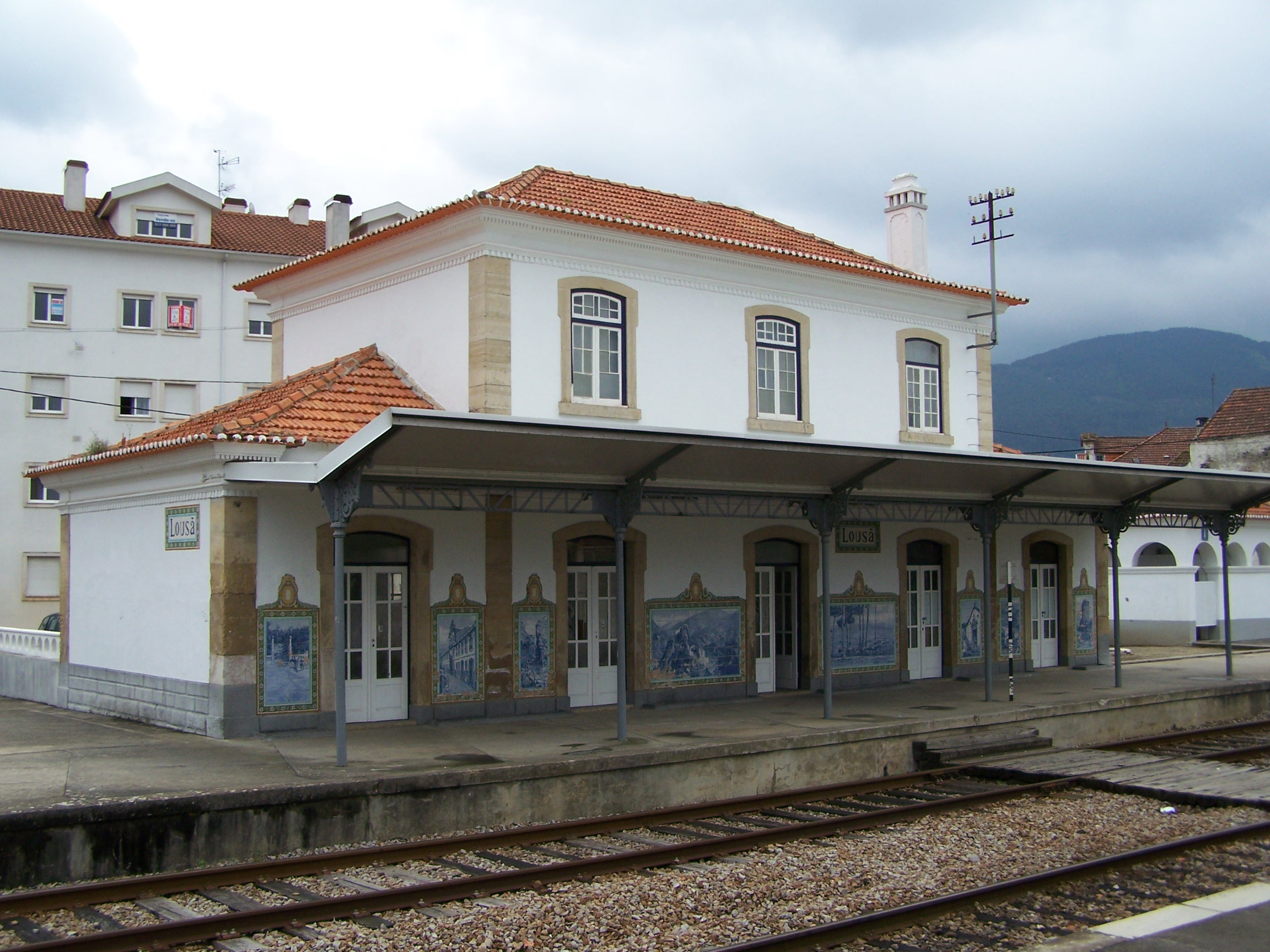
Estação de Lousã, em 2007

## Caracterização
A estação da Lousã foi construída com vista à sua utilização turística, pelo que se deu uma maior prioridade à sua decoração, destacando-se os seus painéis de azulejos, colocados pelo artista Jorge Colaço. Um dos painéis retrata a vila da Lousã antes da chegada do comboio.
Tanto a estação de Lousã como a de Serpins serviam a vila de Arganil.

## História

### Antecedentes, planeamento
Na década de 1860, começou-se a planear uma linha férrea transversal que se iniciaria em Coimbra e terminaria na fronteira, atravessando a região interior. O engenheiro Pedro Inácio Lopes foi incumbido de estudar o futuro percurso desse caminho de ferro, tendo proposto um traçado que passava por Miranda do Corvo, Lousã, Góis, Arganil e outras povoações, terminando em Vilar Formoso. Na Década de 1870, foram feitos vários projectos para linhas férreas partindo de Coimbra, incluindo uma até Arganil, passando pela Lousã. Um alvará de 10 de Setembro de 1887 autorizou a empresa Fonsecas, Santos e Viana a construir um caminho de ferro de via estreita até Arganil, concessão que foi passada para a Companhia do Caminho de Ferro do Mondego no ano seguinte, com a obrigação de transformar a via estreita na via larga. Porém, a Companhia do Mondego entrou em falência por uma sentença de 17 de Fevereiro de 1897, pelo que a construção da linha foi assumida pela Companhia Real dos Caminhos de Ferro Portugueses em 22 de Novembro de 1904.
Um dos principais motivos para fazer a via férrea passar pela Lousã foi a presença da fábrica de papel do Prado, uma importante unidade industrial.

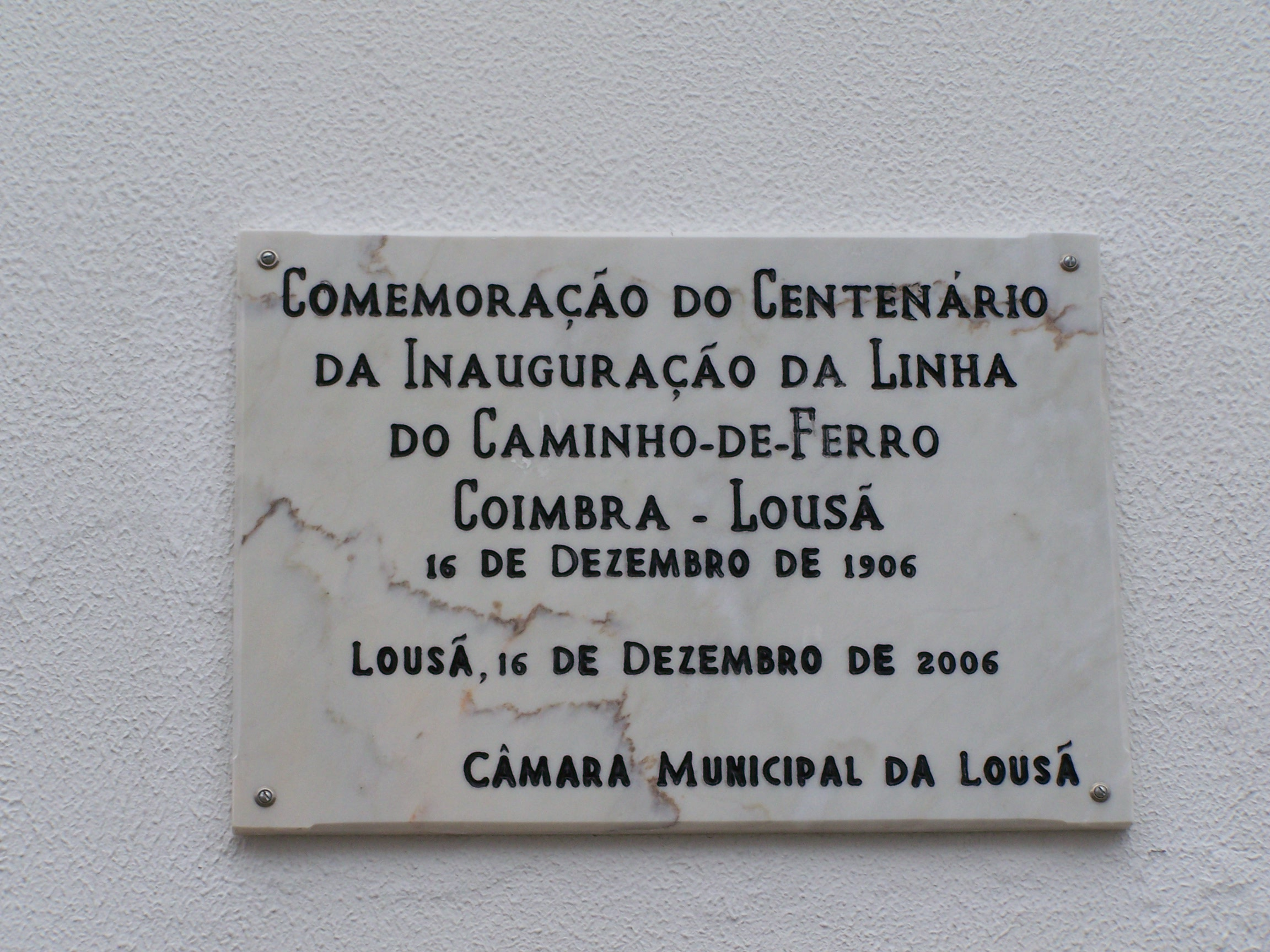
Placa comemorativa do primeiro centenário do Ramal da Lousã, na estação de Lousã

### Inauguração e primeiros anos
Assim, a Companhia Real construiu o primeiro lanço do Ramal da Lousã, desde Coimbra até à Lousã, que entrou ao serviço em 16 de Dezembro de 1906.
Em 1913, a estação era servida por carreiras de diligências até à Lousã, Arganil, Pombeiro da Beira, Góis, Cabeçadas de Alvares, e Vila Nova de Poiares.
Em 11 de Abril de 1919, uma comissão de Castanheira de Pera esteve em reunião com o Ministro do Trabalho, Augusto Dias da Silva, para pedir vários melhoramentos necessários ao concelho, incluindo a conclusão de uma estrada entre Lousã e Belver, que melhoraria as comunicações entre Castanheira de Pera e a estação da Lousã.
A abertura da estação ferroviária foi um dos principais factores para o desenvolvimento da vila da Lousã.

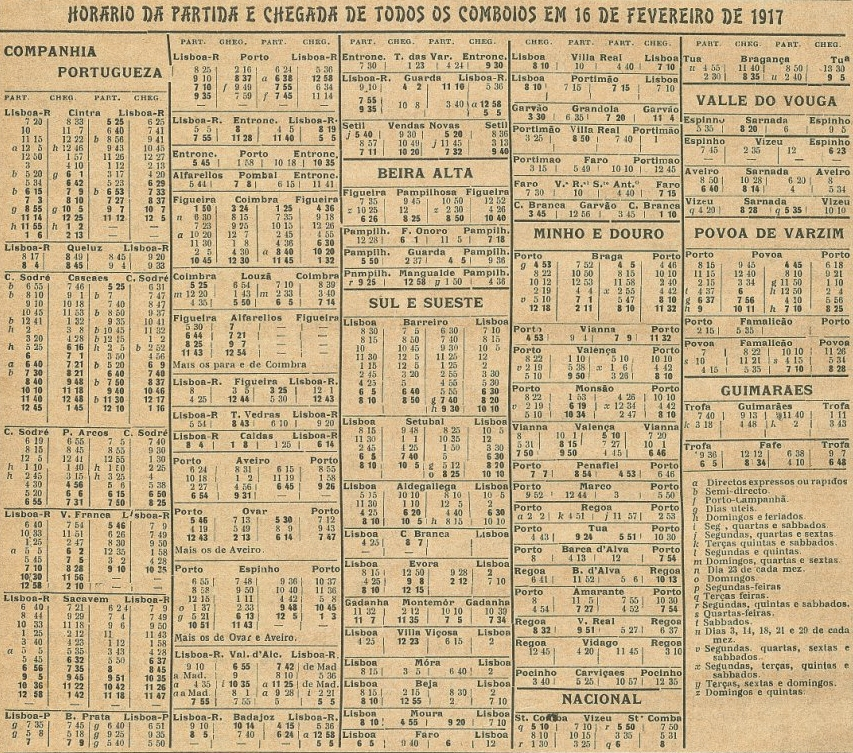
Neste horário de 1917, esta gare aparece com o nome primitivo, Louzã

### Prolongamento até Serpins
O Decreto 8:910, de 8 de Junho de 1923, autorizou a Companhia do Mondego a construir o lanço da Lousã até Arganil. Em Julho de 1926, já estava em construção o troço da Lousã à margem do Rio Ceira.
A Gazeta dos Caminhos de Ferro de 16 de Setembro de 1924 noticiou que o Ministro do Comércio tinha autorizado os estudos para a construção de um ramal de via estreita entre Lousã e Vila Nova de Poiares.
Em 16 de Novembro de 1928, realizou-se uma reunião na sede da Associação Comercial de Industrial de Viseu, para estudar o plano ferroviário em preparação, tendo-se chegado a acordo sobre quais deviam ser as linhas prioritárias a construir na região, sendo uma delas de Viseu até à Lousã, por Mangualde, Gouveia, Seia e Arganil.
O Plano Geral da Rede Ferroviária, publicado pelo Decreto n.º 18:190, de 28 de Março de 1930, introduziu o projecto da Linha de Arganil, que aproveitaria o troço já construído entre Coimbra e Lousã, e que deveria ser prolongado até Santa Comba Dão por Arganil; em Espariz, sairia a Linha de Gouveia, que iria até Viseu por Mangualde, Gouveia, Seia, São Romão e Torrozelo.
Em 10 de Agosto de 1930, entrou ao serviço o troço de Lousã a Serpins, mas os restantes projectos foram cancelados pelo Decreto n.º 22.379, de 28 de Março de 1933, que ordenou a suspensão de todas as autorizações para a construção de caminhos de ferro com garantias de juro.
Em 1934, a Companhia dos Caminhos de Ferro Portugueses fez obras de reparação nas instalações eléctricas da estação de Lousã.

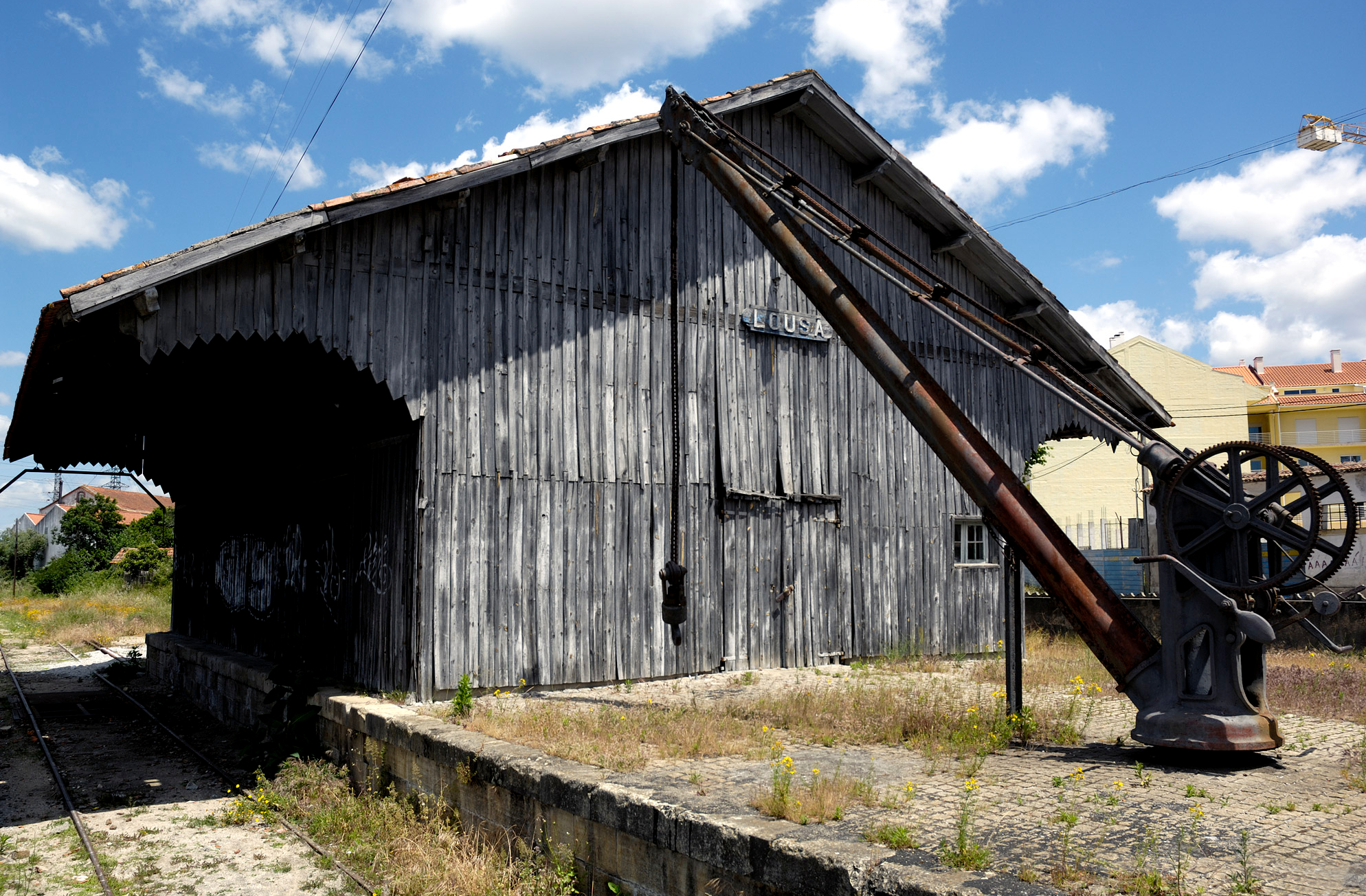
Armazém da estação, já em desuso em 2006.

### Século XXI
Nos princípios do século XXI, os serviços ferroviários já eram insuficientes para as necessidades da população, devido principalmente à idade do material circulante, que demorava quase uma hora no percurso até Coimbra. Em Fevereiro de 2009, a circulação no Ramal da Lousã foi temporariamente suspensa para a realização de obras, tendo os serviços sido substituídos por autocarros. O lanço entre Serpins e Miranda do Corvo foi definitivamente encerrado em 1 de Dezembro de 2009, para as obras de construção do Metro Mondego. Já em 2007, o projeto apresentado para o Metro Mondego (entretanto nunca construído) preconizava a inclusão da Lousã como uma das 14 interfaces do Ramal da Lousã a manter como estação/paragem do novo sistema.